# مركز السدرة للطب والبحوث
مركز السدرة للطب والبحوث يقع في مدينة الدوحة عاصمة دولة قطر، يعتبر مركز السدرة فريد من نوعه في الشرق الأوسط ،حيث يتخصص المركز في مجال الطب والبحوث الطبية كما يعمل في المركز ما يزيد عن الفين من الاطباء والإداريين، يتميز مركز السدرة بأن جميع اقسامه تعمل بشكل رقمي مزود باحدث الأنظمة التكنولوجية في مجال الطب والبحوث الحيوية، وقد تم افتتاحه في 2018

## فكرة وتمويل المركز

مركز السدرة للطب والبحوث

مركز السدرة أسس بواسطة مؤسسة قطر للتربية والعلوم وقد رصدت مؤسسة قطر مبلغ 8 مليارات دولار كوقف ثابت لمركز السدرة يتم تمويل المركز منه مما يجعله أكبر وقف من نوعه لمركز بحوث طبي في العالم.